# وادي القاضي (ولد ربيع)

تعديل مصدري - تعديل

وادي القاضي هي إحدى قرى عزلة قيفه ال مهدي بمديرية ولد ربيع التابعة لمحافظة البيضاء، بلغ تعداد سكانها 125 نسمة حسب تعداد اليمن لعام 2004.